# No Use for a Name
No Use for a Name (иногда называют NUFAN) — панк-группа из Сан-Хосе, Калифорния, образованная в 1987 году Тони Слаем и Рори Коффом

## История
Когда о No Use for a Name было ещё мало известно, они успели записать два альбома — Incognito и Don't Miss the Train. Их альбом The Daily Grind, впервые изданный на лейбле Fat Wreck Chords, был настолько хорошо принят поклонниками, что группа решила записать полноценный альбом Leche Con Carne. Это была отличная идея, потому что Leche Con Carne стал очень успешным, а видео на песню Soulmate было хорошо раскручено по MTV, что случилось впервые на Fat Wreck Chords. Кстати, это был первый и последний раз.
В 1995 г. после выпуска альбома Leche Con Carne, к группе присоединились гитарист Крис Шифлетт (Chris Shiflett) и басист Мэтт Риддл (Matt Riddle). В новом составе команда начала писать на студии FAT свой третий альбом Making Friends. Релиз нового альбома показал, что эта четвёрка может работать вместе над созданием лёгкого, привлекающего внимание, искусного панк-рока, с интроспективными текстами, которые могут заставить даже самого тупого панк-рокера сесть и задуматься.
После успеха альбомов Leche Con Carne и Making Friends группа поехала в большой тур по США, Европе, Австралии, Канаде вместе с такими командами как The Offspring и NOFX. В июле 1999 г. No Use for a Name вернулись в студию для записи следующего альбома More Betterness. За две недели до выхода этого альбома второй гитарист Крис Шифлетт (Chris Shiflett) присоединяется к группе Foo Fighters и немедленно заменяется Дейвом Несси (Dave Nassie), известном по группам Suicidal Tendencies и Infectious Grooves. No Use For A Name успешно отыгрывают этот тур, причём они были хед-лайнерами Fat Wreck Chords Tour в Европе и США.
После такого рывка группу просят быть первыми, кто запишет альбом Live in A Dive для Fat Wreck Chords. После громкого запуска этой серии, в 2002 году они выпускают самый удачный альбом на то время — Hard Rock Bottom.
Более позднее достижение No Use for a Name — выпуск в 2005 году альбома Keep Them Confused. Они потратили месяцы, практикуясь и записывая демо-записи. В итоге у них получился превосходный альбом с 13 хитами. NUFAN постарались преподнести на этом альбоме всё: быстрые запоминающиеся панк – песни, рокерские песни в среднем темпе, и пара медленных грустных хитов. Всё это только усиливало их попытки быть хед-лайнерами 2005 Warped Tour.
NUFAN выступают в небольших клубах во время мини-тура по США в поддержку их альбома All the Best Songs, который вышел в июле 2007 г. Выпуск альбома с их лучшими песнями напоминает об их важности, опыте и умении делать качественные текста и энергичный панк-рок. Через двадцать дней они стали одними из основных групп жанра с объёмом продаж своих записей более 1 миллиона штук по всему миру.
NO USE FOR A NAME является одной из независимых групп, которые широко известны публике своим превосходством и бесконечными силами. Это может подтвердить их девятый студийный альбом, The Feel Good Record of the Year. Группа записывалась в Форте Коллинс, штат Колорадо, вместе с легендарным продюсером Биллом Стивенсоном (Bill Stevenson). Этот альбом вобрал в себя всё лучшее из предыдущих записей.
Летом 2009 года Дейв Несси (Dave Nassie) покинул группу. Вместо него во время тура Asia 2009 будет играть Chris Rest из Lagwagon.
Группа планировала выпустить следующий альбом в 2012 году. 1 августа 2012 года Fat Wreck Chords объявили, что бессменный лидер группы Тони Слай скончался 31 июля . Позже, 7 августа, стало известно, что Тони умер во сне. Причины его смерти остаются неизвестными.
8 сентября 2012 в Quebec City группа отыграла концерт памяти Тони Слая при участии бывших участников Дэйва Несси и Рори Коффа, а также приглашённых гостей. Во время концерта Крис Рест сделал заявление: «Это последнее шоу No Use for a Name. Никто не хочет делать это без Тони».

## Состав
- Тони Слай (Tony Sly) — вокал, гитара
- Крис Рест (Chris Rest) — гитара
- Мэт Ридл (Matt Riddle) — бас-гитара
- Рори Коф (Rory Koff) — барабаны

## Дискография
- Self-titled (Woodpecker Records, 1988.)
- Let 'Em Out EP (Slap-a-Ham Records, 1989.)
- Incognito (англ. Incognito) (New Red Archives, 1991. Re-released Fat Wreck Chords, 2001)
- Don't Miss the Train (New Red Archives, 1992. Re-released Fat Wreck Chords, 2001)
- Death Doesn't Care EP (New Red Archives, 1993)
- The Daily Grind (Fat Wreck Chords, 1993)
- Leche Con Carne (Fat Wreck Chords, 1995)
- Split 7" with Soda (Session Records, 1996)
- Making Friends (Fat Wreck Chords, 1997)
- More Betterness! (Fat Wreck Chords, 1999)
- NRA Years (Golf Records, 2000)
- Live in a Dive: No Use for a Name (Fat Wreck Chords, 2001)
- Hard Rock Bottom (Fat Wreck Chords, 2002)
- Keep Them Confused (Fat Wreck Chords, 2005)
- Black Box EP (Fat Wreck Chords, 2005; так и не выпущен)
- All the Best Songs (Fat Wreck Chords, 2007)
- The Feel Good Record of the Year  (Fat Wreck Chords, 2008)
- Hybrid Moments (Single) (Fat Wreck Chords, 2017)